# Aspidiotus riverae
Aspidiotus riverae är en insektsart som beskrevs av Cockerell 1905. Aspidiotus riverae ingår i släktet Aspidiotus och familjen pansarsköldlöss. Inga underarter finns listade i Catalogue of Life.